# Trasmonte (Ames)
Trasmonte (llamada oficialmente Santa María de Trasmonte) es una parroquia y una aldea española del municipio de Ames, en la provincia de La Coruña, Galicia.

## Otra denominación
La parroquia también se denomina Santa Maria de Trasmonte.

## Organización territorial
La parroquia está formada por nueve entidades de población:
- Burgueiros
- Carballo
- Leboráns
- Portanxil (O Portanxil)[6]
- Reino
- Salgueiro
- Sorribas
- Suevos
- Trasmonte

## Demografía

### Parroquia
| Gráfica de evolución demográfica de Trasmonte (parroquia) entre 2000 y 2018 |
|                                                                             |
| Datos según el nomenclátor publicado por el INE.                            |

### Aldea
| Gráfica de evolución demográfica de Trasmonte (aldea) entre 2000 y 2018 |
|                                                                         |
| Datos según el nomenclátor publicado por el INE.                        |